# The Sound of Feeling
The Sound of Feeling war ein US-amerikanisches Vokaltrio der späten 1960er-Jahre.

## Geschichte
Die Gruppe The Sound of Feeling  wurde 1964 in Los Angeles von dem Multiinstrumentalisten, Arrangeur und Sänger Gary David und den Zwillingsschwestern Alyce und Rhae Andrece in Los Angeles gegründet. Gary David hatte die Zwillinge Anfang der 1960er-Jahre in San Francisco kennengelernt.
Die beiden Schwestern stammten ursprünglich aus dem Mittleren Westen der USA und versuchten, als Gesangsduo Fuß zu fassen. Sie traten zudem als Showgirls im Sands Hotel von Las Vegas auf. In San Francisco unterstützte sie David, der dort seit seiner Entlassung aus der Armee 1959 Jazz spielte und ihnen half, eine Reihe von Gesangsarrangements zusammenzustellen. Die drei Vokalisten zogen 1964 nach Los Angeles und begannen als Trio The Sound of Feeling aufzutreten, mit einer Begleitband aus Gary David am Piano, Paul Breslin am Bass und Curry Tjader (Cal Tjaders Bruder) am Schlagzeug und am Vibraphon. Ihr erster Auftritt war im Losers am La Cienega Blvd. Obgleich sie David zufolge (in seinen Bemerkungen zur Wiederveröffentlichung der beiden Alben von 2007) „zu weit draußen“ für das Publikum waren, erhielten sie immer mehr Aufträge.
1967 spielte The Sound of Feeling im Club Donte's in North Hollywood. Im Publikum an diesem Abend war Produzent und Kritiker Leonard Feather. Er schrieb darauf eine begeisterte Rezension über ihren Auftritt und wandte sich an Gary David, um zu fragen, ob die Gruppe bereit sei, ein Album für Verve Records aufzunehmen. Oliver Nelson hatte Ende 1966 ein halbes Album aufgenommen, hörte The Sound of Feeling und stimmte zu, im November 1967 die zweite Hälfte des Albums auf dem Sopransaxophon gemeinsam mit ihnen aufzunehmen. Neben Oliver Nelson wirkten die Bassisten Ray Neapolitan und Chuck Domanico sowie  der Schlagzeuger Dick Wilson mit.
David sagte später zu dieser Session: „Die Band spielte seit über einem Jahr zusammen und obwohl unsere Arrangements einfach waren, waren die Wechsel nicht einfach. Oliver [Nelson] hatte keine leichte Aufgabe. Er nahm meine Partituren, von denen einige nur skeletthafte Ideen waren, und ging alleine in einen Raum. Nach etwa 45 Minuten kam er heraus und sagte: ‚Lass uns etwas Musik spielen.‘“

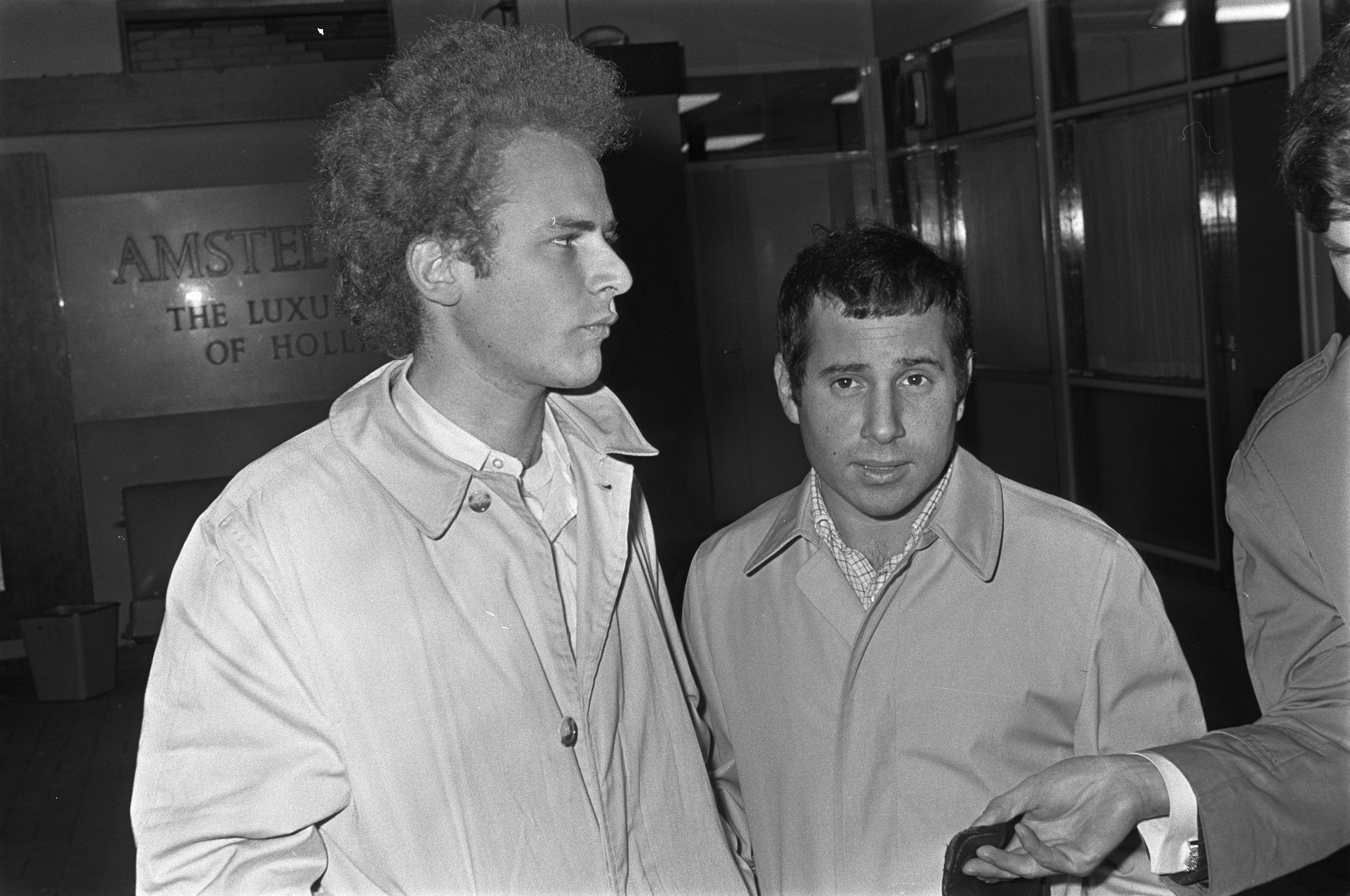
Paul Simon (rechts) und Art Garfunkel am Flughafen Schiphol 1966

1968 erschien bei Verve Records das Album Leonard Feather Presents...The Sound of Feeling and the Sound of Oliver Nelson. Die Veröffentlichung des Albums und die Singleauskopplung Who Knows What Love Is / My Favorite Things führte zu einer Einladung von George Wein, im selben Jahr beim Newport Jazz Festival aufzutreten, was wiederum zu einem Vertrag mit Mercury Records führte. Das Album hieß Spleen und erschien 1969. Darauf interpretierten sie Pophits der Zeit wie „Hurdy Gurdy Man“ von Donovan und „The Sound of Silence“ von Simon & Garfunkel. Beteiligt waren Sessionmusiker wie Fred Katz, Dave Parlato und erneut Ray Neapolitan. Nach der Veröffentlichung des Albums bei Mercury ergaben sich zwar noch Möglichkeiten der Zusammenarbeit mit Art-Rock-Bands. Doch diese Kooperation kam nicht zustande und die Gruppe löste sich schließlich 1972 auf, als David eine Solokarriere einschlug.

## Würdigung
Das Album mit Nelson wurde 1968 im Down Beat sehr gut besprochen und erhielt vier einhalb Sterne. Die fünf Titel mit Nelson (My Favorite Things, Who Knows What Love is?, Waltz without Words, Phrases, Circle Revisited) seien mutig und ihrer Zeit weit voraus, meinte Marc Myers. Gary Davis und die Andrece-Zwillinge seien keine Jingle-Sänger oder kommerziellen Gesangsharmonie-Swinger gewesen. Vielmehr seien sie innovative Künstler gewewesen, die an Orte vordringen konnten, die die meisten Sänger und Gruppen nicht erreichen konnten. Nelson habe deutlich gespürt, dass die Triomitglieder risikofreudig waren und Lust auf etwas Neues hatten.
Bruce Eder charakterisierte die Band in Allmusic, The Sound of Feeling habe sich in Bereiche des Avantgarde Jazz bewegt, mit dem sie es geschafft hätten, Elemente der Popmusik, der Klassik und sogar Folk zu integrieren. Dies basierte auf dem einzigartigen, aufstrebenden Gesangsklang der Schwestern. Ihre Musik sei eine mutigere Variante der Art von Gesangsansatz gewesen, mit dem die Swingle Singers die Hitparaden erobert hatten (und The Manhattan Transfer in den 1970er-Jahren fortsetzten), machte sie zu etwas Besonderem, doch zu modern, um im Los Angeles der 1960er-Jahre mehr als nur ein Kult-Act zu werden. Sowohl ihr erstes als auch ihr zweites Album Spleen erhielten eine Grammy-Nominierung.